# Qassinnguit
Qassinnguit [qasːiŋːuit] (nach alter Rechtschreibung K'agssínguit) ist eine wüst gefallene grönländische Siedlung im Distrikt Nuuk in der Kommuneqarfik Sermersooq.

## Lage
Qassinnguit liegt am Nordufer des Kapisillit Kangerluat. 7 km südsüdöstlich liegt Itinnera, 9 km östlich Kapisillit und 7 km ostnordöstlich Neriunaq.

## Geschichte
Qassinnguit wurde 1914 von einem Fuchsjäger namens Abia gegründet. Der Ort war Teil der Gemeinde Qoornoq.
Es folgten einige weitere Familien und 1918 lebten bereits 36 Personen in Qassinnguit. Es gab vier Wohnhäuser am Wohnplatz. Unter den Bewohnern waren drei Jäger und vier Fischer. Dazu gab es einen unausgebildeten Leser. Die Bevölkerung lebte vor allem von der Rentierjagd und etwas weniger von der Jagd auf Füchse und Robben.
Bereits 1928 wurde Qassinnguit wieder aufgegeben.